# Эталь (Бельгия)
Эта́ль (фр. Étalle, валлон. Etåle / Ètaule / Etale, пикард. Ètaule) — коммуна в Валлонии, расположенная в провинции Люксембург, округ Виртон. Принадлежит Французскому языковому сообществу Бельгии. На площади 78,10 км² проживают 5317 человек (плотность населения — 68 чел./км²), из которых 50,74 % — мужчины и 49,26 % — женщины. Средний годовой доход на душу населения в 2003 году составлял 13 633 евро.
Почтовые коды: 6740—6743. Телефонный код: 063.